# 大宅鷹取
大宅 鷹取（おおやけ の たかとり、生没年不詳）は、平安時代前期（9世紀後半）の官人。姓は首。平安京左京の人。応天門の変の密告者として知られる。

## 経歴
貞観8年（866年）閏3月10日、大内裏の応天門が焼失した火災は当初は左大臣源信が関わったという説も出たが確たる証拠も出ないまま数か月が経過した。
当時、鷹取は大初位下備中権史生という下級官人であったが、大納言伴善男の従者である生江恒山らに娘を殺害されて鷹取自身も負傷する事件に遭遇していた。
これを恨んだ鷹取は8月3日になって、伴善男と息子の伴中庸が応天門に放火したと訴え出た。これを受けて、翌4日に鷹取は左検非違使に下されて拘禁されることになった。
その後、伴善男は清和天皇の命令によって実施された南淵年名・藤原良縄の両参議の取り調べに対して放火の事実を否認、また鷹取父娘の襲撃に対しても関与を否定した。また、陰陽寮から勘申された応天門の火災は山陵が穢されたことによる天の譴責という意見が、8月14日になって山陵の樹木の伐採と言う形で確認されたとして、同月18日に山陵に勅使を派遣し、陵守を処分することが決められたことで、応天門の火災については一応決着するかに思われた。
ところが、刑部省においても鷹取父娘に対する襲撃事件の捜査が進められており、8月29日に伴中庸が左衛門府に拘禁されて取り調べを受け、同日に生江恒山も拘束されて尋問と拷問が行われた。また、翌日には恒山の同僚である伴清縄も拘束されて尋問と拷問が行われた。その結果、恒山や清縄は襲撃事件のみならず応天門の放火についても自白を行ったことで一転して伴善男・中庸父子に対する関与が疑われ、9月22日には太政官において応天門への放火事件に関して有罪と判断された伴善男・中庸父子や伴清縄らの配流が決定され、10月25日には放火に関しては罪を問われなかった生江恒山と同僚の占部田主も刑部省において鷹取の娘を殺害した罪で有罪と判断されたことを受けて配流が決定された（伴中庸は襲撃事件の主犯と認定されたが、既に配流されているため処分は行われなかった）。
なお、一部の書籍では、鷹取が密告を行ったためにその報復によって生江恒山に襲撃されて娘が死亡したと解説されているが、養老律令獄律の告言人罪条には「告人亦禁、弁定之放」とする規定があり、密告者は同時に誣告行為の容疑者として直ちに拘禁されて密告が事実と判明するまでは釈放されないことになっていた（当然、事実でなければ誣告を行ったとして処罰される）。鷹取もこの手続に基づいて翌日には検非違使に引き渡されているため、獄令の規定通りに放火を密告した後に直ちに拘束されたと考えられ、釈放されたのも規定通りに放火の密告が事実と認定されて伴善男・中庸父子の処罰が決まった9月22日以降のことと考えられる。従って、生江恒山が検非違使に拘禁中である鷹取を襲撃して更に娘を殺害することは不可能であり、鷹取の密告の報復として襲撃事件が起きたのではなく、襲撃事件の報復として鷹取の密告が発生したことになる。
その一方で、襲撃事件の対象になったのが鷹取本人なのか殺害された娘であったのか、またその理由が何であったのがは不明である。また、源信の異母兄弟や甥（源多・融・舒）が仁寿から貞観にかけて相次いで備中守を兼任しており、彼らの部下であった鷹取が源信とも何らかのつながりをもっていたとする推測もある。